# 존 콘포스
존 워컵 "카파" 콘포스 경(영어: Sir John Warcup "Kappa" Cornforth, 1917년 9월 7일 ~ 2013년 12월 8일)은 오스트레일리아의 화학자이다. 1975년 효소-촉매 반응의 입체화학 반응을 연구한 공로로 노벨 화학상을 수상했다.

## 학위
- 1927년~1933년: 시드니 남자고등학교 (졸업)
- 1933년~1937년: 시드니 대학교 화학과 (학사)
- 1937년~1938년: 옥스퍼드 대학교 화학과 (석사)
- 1938년~1941년: 옥스퍼드 대학교 화학과 (박사)

## 수상 경력
- 1949년 : Corday-Morgan Prize
- 1968년 : 데비 메달
- 1975년 : 노벨 화학상
- 1976년 : 로열 메달
- 1977년 : 최하위 훈작사
- 1982년 : 코플리 메달

## 회원
- 1953년 : FRS[1]